# Ariclenes da Silva Ferreira
Ariclenes da Silva Ferreira, meglio noto come Ari (aˈɾi; Fortaleza, 11 dicembre 1985), è un ex calciatore brasiliano naturalizzato russo, di ruolo attaccante.

## Carriera

### Club
Cresce nelle giovanili del Fortaleza, con cui disputa 6 partite e segna 5 gol. Nella primavera del 2006 passa alla società svedese del Kalmar, dove diventa capocannoniere dell'Allsvenskan 2006 con 15 gol in 23 incontri.
Il 28 maggio 2007 firma un contratto fino al 2012 con gli olandesi dell'AZ.
Al suo debutto segna 2 gol e fa l'assist del 4-0 contro il VVV Venlo.
In quella stagione segna solo 9 gol in 29 partite venendo così criticato insieme all'italiano Graziano Pellè, andato a segno solo 3 volte.
Nelle amichevoli estive segna 8 gol ma non convince l'allenatore Louis van Gaal che gli preferisce El Hamdaoui e Dembélé. Grazie agli infortuni altrui si inserisce bene segnando gol decisivi contro Twente, Vitesse, Groningen e di tacco contro l'Ajax. Al termine del campionato vinto con l'AZ, il bilancio è di 9 gol in 20 partite. Inoltre la squadra vince anche la Supercoppa olandese, cioè la Johan Cruijff Schaal vinta 5-1 contro l'Heerenveen.
Con i successori di Louis van Gaal, prima Ronald Koeman e poi Dick Advocaat, Ari scende in campo solo 7 volte. Fa però l'esordio in Champions League il 24 novembre 2009 nel pareggio 0-0 contro l'Olympiacos subentrando a Brett Holman al minuto '79. 
Ciononostante durante il mercato invernale chiede il trasferimento.
L'AZ il 5 febbraio 2010 lo vende ai russi dello Spartak Mosca per 5 milioni.
Il 19 agosto 2013 passa al Krasnodar con cui firma un contratto triennale.

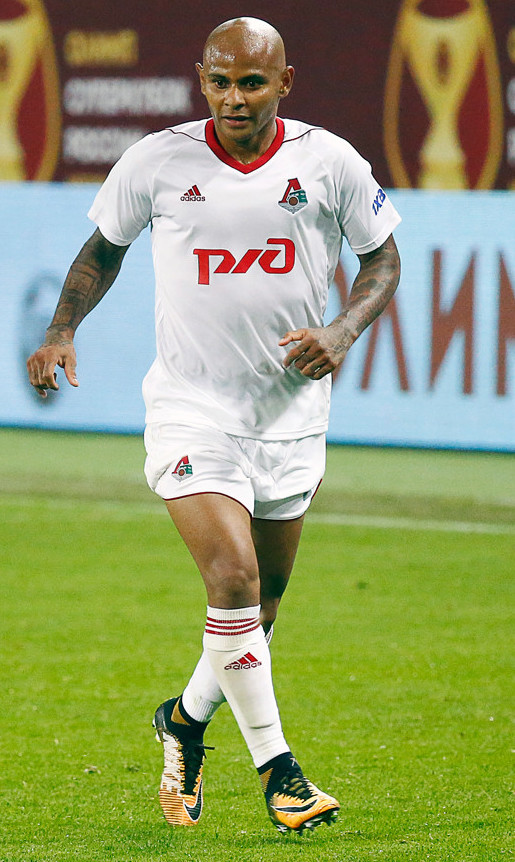
Ari in azione con la maglia della Lokomotiv Mosca nel 2017.

Nel febbraio 2017 viene ceduto, in prestito, alla Lokomotiv Mosca dove rimane per un anno e mezzo. Nell'estate 2018 fa ritorno al Krasnodar.

### Nazionale
Con l'Under disputa varie partite ma non viene portato al Campionato mondiale di calcio Under-20 2005.
Dopo il mondiale del 2006 viene convocato varie volte dal CT Dunga, senza scendere mai in campo.
Ben 12 anni dopo nel novembre 2018, dopo aver acquisito la cittadinanza russa nell'estate dello stesso anno, viene convocato dalla Russia. Debutta con la Nazionale degli orsi alla prima occasione utile il 15 novembre 2018 nell'amichevole persa per 3-0 contro la Germania, partendo titolare e venendo poi sostituito da Anton Zabolotnyj.

## Statistiche

### Presenze e reti nei club
Statistiche aggiornate al termine della carriera.
| Stagione                 | Squadra                  | Campionato               | Campionato | Campionato | Coppe nazionali | Coppe nazionali | Coppe nazionali | Coppe continentali | Coppe continentali | Coppe continentali | Altre coppe | Altre coppe | Altre coppe | Totale | Totale |
| Stagione                 | Squadra                  | Comp                     | Pres       | Reti       | Comp            | Pres            | Reti            | Comp               | Pres               | Reti               | Comp        | Pres        | Reti        | Pres   | Reti   |
| ------------------------ | ------------------------ | ------------------------ | ---------- | ---------- | --------------- | --------------- | --------------- | ------------------ | ------------------ | ------------------ | ----------- | ----------- | ----------- | ------ | ------ |
| 2006                     | Fortaleza                | B                        | 3          | 0          | CB              | -               | -               | -                  | -                  | -                  | -           | -           | -           | 3      | 0      |
| 2006                     | Kalmar                   | A                        | 23         | 15         | CS              | -               | -               | -                  | -                  | -                  | -           | -           | -           | 23     | 15     |
| 2007                     | Kalmar                   | A                        | 12         | 4          | CS              | -               | -               | UIC                | 3                  | 3                  |             | -           | -           | 15     | 7      |
| Totale Kalmar            | Totale Kalmar            | Totale Kalmar            | 35         | 19         |                 | -               | -               |                    | 3                  | 3                  |             | -           | -           | 38     | 22     |
| 2007-2008                | AZ                       | E                        | 29         | 9          | CO              | -               | -               | CU                 | 3                  | 1                  |             | -           | -           | 32     | 10     |
| 2008-2009                | AZ                       | E                        | 20         | 9          | CO              | 1               | 0               |                    | -                  | -                  |             | -           | -           | 21     | 9      |
| 2009-gen. 2010           | AZ                       | E                        | 6          | 0          | CO              | 3               | 0               | UCL                | 1                  | 0                  | SO          | 0           | 0           | 10     | 0      |
| Totale AZ                | Totale AZ                | Totale AZ                | 55         | 18         |                 | 4               | 0               |                    | 4                  | 1                  |             | 0           | 0           | 63     | 19     |
| 2010                     | Spartak Mosca            | PL                       | 24         | 7          | CR              | 3               | 1               | UCL+UEL            | 4+2                | 2+1                |             | -           | -           | 33     | 11     |
| 2011-2012                | Spartak Mosca            | PL                       | 38         | 10         | CR              | 0               | 0               | UEL                | 2                  | 2                  |             | -           | -           | 40     | 12     |
| 2012-2013                | Spartak Mosca            | PL                       | 27         | 4          | CR              | 2               | 0               | UCL                | 8                  | 2                  |             | -           | -           | 37     | 6      |
| Totale Spartak Mosca     | Totale Spartak Mosca     | Totale Spartak Mosca     | 89         | 21         |                 | 5               | 1               |                    | 16                 | 7                  |             |             |             | 110    | 29     |
| 2013-2014                | Krasnodar                | PL                       | 18         | 6          | CR              | 3               | 1               |                    | -                  | -                  |             | -           | -           | 21     | 7      |
| 2014-2015                | Krasnodar                | PL                       | 26         | 7          | CR              | 2               | 1               | UEL                | 10                 | 6                  |             | -           | -           | 38     | 14     |
| 2015-2016                | Krasnodar                | PL                       | 21         | 5          | CR              | 4               | 0               | UEL                | 11                 | 1                  |             | -           | -           | 36     | 6      |
| 2016-gen.2017            | Krasnodar                | PL                       | 11         | 4          | CR              | 2               | 1               | UEL                | 6                  | 2                  |             | -           | -           | 19     | 7      |
| feb-giu.2017             | Lokomotiv Mosca          | PL                       | 9          | 6          | CR              | 3               | 0               |                    | -                  | -                  |             | -           | -           | 12     | 6      |
| 2017-2018                | Lokomotiv Mosca          | PL                       | 8          | 1          | CR              | -               | -               | UEL                | 2                  | 0                  | SR          | 1           | 0           | 11     | 1      |
| Totale Lokomotiv Mosca   | Totale Lokomotiv Mosca   | Totale Lokomotiv Mosca   | 17         | 7          |                 | 3               | 0               |                    | 2                  | 0                  |             | 1           | 0           | 23     | 7      |
| 2018-2019                | Krasnodar                | PL                       | 16         | 8          | CR              | -               | -               | UEL                | 6                  | 2                  |             | -           | -           | 22     | 10     |
| 2019-2020                | Krasnodar                | PL                       | 18         | 6          | CR              | -               | -               | UCL+UEL            | 1+4                | 0+2                |             | -           | -           | 23     | 8      |
| 2020-2021                | Krasnodar                | PL                       | 9          | 2          | CR              | 1               | 0               | UCL+UEL            | 2+1                | 0+0                | -           | -           | -           | 13     | 2      |
| Totale Krasnodar         | Totale Krasnodar         | Totale Krasnodar         | 119        | 38         |                 | 12              | 3               |                    | 41                 | 13                 |             | -           | -           | 172    | 54     |
| 2022                     | Atlético Cearense        | PD/CE+C                  | 4+12       | 7+0        | -               | -               | -               | -                  | -                  | -                  | -           | -           | -           | 16     | 7      |
| 2023                     | Atlético Cearense        | PD/CE+D                  | 6+15       | 1+3        | -               | -               | -               | -                  | -                  | -                  | -           | -           | -           | 21     | 4      |
| 2024                     | Atlético Cearense        | PD/CE+D                  | 9+16       | 2+9        | -               | -               | -               | -                  | -                  | -                  | -           | -           | -           | 25     | 11     |
| Totale Atletico Cearense | Totale Atletico Cearense | Totale Atletico Cearense | 19+43      | 10+12      |                 | -               | -               |                    | -                  | -                  |             | -           | -           | 62     | 22     |
| Totale carriera          | Totale carriera          | Totale carriera          | 380        | 125        |                 | 24              | 4               |                    | 66                 | 24                 |             | 1           | 0           | 471    | 153    |

### Cronologia presenze e reti in nazionale
| Cronologia completa delle presenze e delle reti in nazionale ― Russia | Cronologia completa delle presenze e delle reti in nazionale ― Russia | Cronologia completa delle presenze e delle reti in nazionale ― Russia | Cronologia completa delle presenze e delle reti in nazionale ― Russia | Cronologia completa delle presenze e delle reti in nazionale ― Russia | Cronologia completa delle presenze e delle reti in nazionale ― Russia | Cronologia completa delle presenze e delle reti in nazionale ― Russia | Cronologia completa delle presenze e delle reti in nazionale ― Russia |
| Data                                                                  | Città                                                                 | In casa                                                               | Risultato                                                             | Ospiti                                                                | Competizione                                                          | Reti                                                                  | Note                                                                  |
| --------------------------------------------------------------------- | --------------------------------------------------------------------- | --------------------------------------------------------------------- | --------------------------------------------------------------------- | --------------------------------------------------------------------- | --------------------------------------------------------------------- | --------------------------------------------------------------------- | --------------------------------------------------------------------- |
| 15-11-2018                                                            | Lipsia                                                                | Germania                                                              | 3 – 0                                                                 | Russia                                                                | Amichevole                                                            | -                                                                     | 55’                                                                   |
| 20-11-2018                                                            | Solna                                                                 | Svezia                                                                | 2 – 0                                                                 | Russia                                                                | UEFA Nations League 2018-2019 - 1º turno                              | -                                                                     | 77’                                                                   |
| Totale                                                                |                                                                       | Presenze                                                              | 2                                                                     |                                                                       | Reti                                                                  | 0                                                                     |                                                                       |

## Palmarès

### Club
- Campionato olandese: 1

AZ Alkmaar: 2008-2009
- Supercoppa dei Paesi Bassi: 1

AZ Alkmaar: 2009
- Coppa di Russia: 1

Lokomotiv Mosca: 2016-2017
- Campionato russo: 1

Lokomotiv Mosca: 2017-2018

### Individuale
- Capocannoniere della Allsvenskan: 1

2006 (15 gol)